# Batavia XI
Het Bataviaasch elftal (Batavia XI) was een speciale selectie van spelers van voetbalclubs uit de Nederlands-Indische hoofdstad Batavia dat jaarlijks tussen 1914 en 1950 deelnam aan de Stedenwedstrĳden om het voetbalkampioenschap van Nederlands-Indië. 
Batavia XI werd zeventien keer landskampioen en is daarmee het succesvolste team tijdens het Nederlandse bewind in Indonesië.

## Historie
De selectie van Batavia XI werd samengesteld uit spelers van clubs die uitkwamen in de afdelingcompetities van Batavia die georganiseerd werden door de West-Java Voetbalbond (WJVB) en vervolgens door de Voetbalbond Batavia en Omstreken (VBO). Dit combinatieteam werd door de Nederlandsch-Indische Voetbalbond (NIVB) uitgenodigd om middels stedenwedstrĳden tegen andere selecties te voetballen in de nationale voetbalcompetitie om het voetbalkampioenschap van Nederlands-Indië.
In 1951, nadat Batavia Jakarta werd, werd de Afdeling Batavia voortgezet bij de PSSI onder de Indonesische naam Persidja, de afdelingscompetitie van Jakarta. Vanaf 5 december 1957 ging het combinatieteam van de afdeling Jakarta in clubverband verder als Persija Jakarta, om deel te nemen voetbalkampioenschap van Indonesië. Hiermee hield de selectie van Batavia XI op te bestaan.

## Erelijst

Batavia XI won 17 maal het kampioenschap.

| Competitie                            | Winnaar | Winnaar                                                                                              | Runner up | Runner up                                            |
| Competitie                            | Aantal  | Jaren                                                                                                | Aantal    | Jaren                                                |
| ------------------------------------- | ------- | --- | --------- | ---------------------------------------------------- |
| Nationaal (NIVU)                      |         | |           |                                                      |
| Nederlands-Indisch landskampioenschap | 17×     | 1914, 1915, 1918, 1919, 1920, 1921, 1923, 1925, 1927, 1929, 1933, 1935, 1938, 1939, 1940, 1947, 1948 | 9×        | 1916, 1922, 1924, 1926, 1930, 1931, 1932, 1936, 1941 |
| Territoriaal (Java)                   |         | |           |                                                      |
| Java Cup                              | 2×      | 1914, 1915                                                                                           |           |                                                      |

## Bekende spelers
- Reinier Beeuwkes
- Ben Stom